# Asda

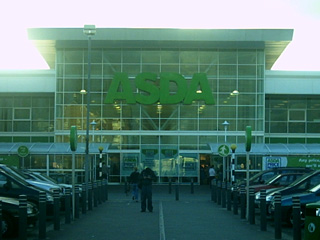
Un magasin ASDA au Royaume-Uni

Asda est une entreprise britannique de grande distribution à prédominance alimentaire .
Le groupe est détenu par TDR Capital (en) et les frères Issa (en). Son siège est situé à Leeds dans le Yorkshire.

## Historique

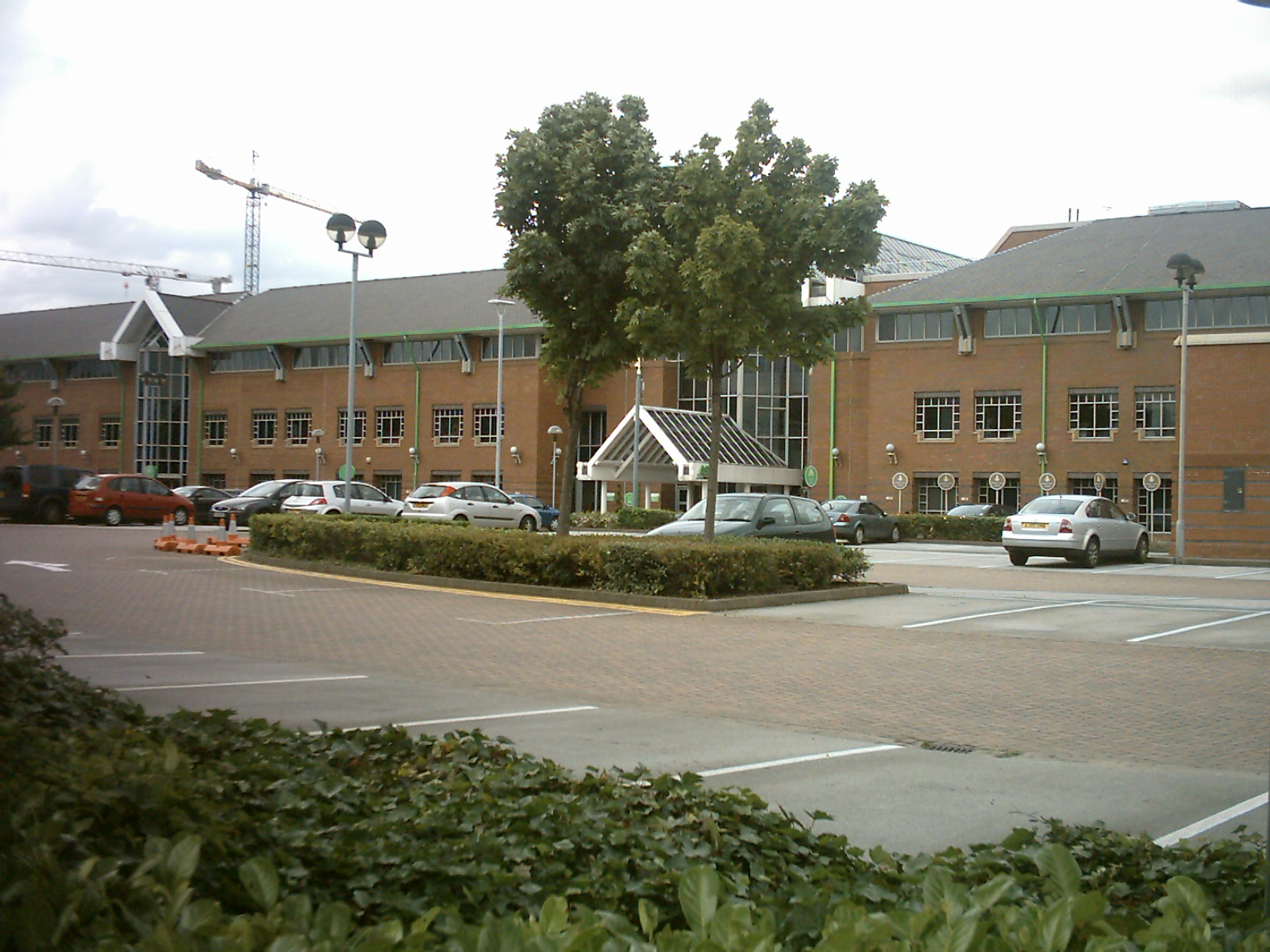
Le siège de Asda, Asda House à Leeds

Asda a été fondée sous le nom Associated Dairies & Farm Stores en 1949 à Leeds. Le nom d'Asda a été adopté en 1965 à la suite de la fusion des sociétés Asquith une chaîne de trois supermarchés et Associated Dairies ; Asda est l'acronyme de  Asquith et de Dairies, souvent écrit en lettres majuscules. Pendant une courte période dans les années 1980 Asda Stores était une filiale de Asda-MFI à la suite de la fusion des deux entreprises. D'autres sociétés faisaient partie de l'association Associated Dairies Limited dont le distributeur de meuble MFI et Allied Carpets. Après la vente de ces deux entités, le nom de la société changea en Asda Group. La partie crèmerie ((en) Dairies) fut ensuite rachetée par son encadrement et renommée Associated Fresh Foods, ce qui signifie qu'Asda n'a depuis plus aucun lien avec les sociétés dont elle tient son nom.
Avec des magasins principalement installés dans le nord de l'Angleterre, le nouveau groupe de distribution spécialisé dans l'alimentaire s'étend au sud en 1989 en achetant les hypermarchés de son rival Gateway Superstores pour 705 millions de livres sterling. Ce changement étendit au-delà du raisonnable l'entreprise qui se trouva en difficulté à vendre un assortiment aussi large. De ce fait, elle fut obligée de lever de l'argent frais auprès des actionnaires en 1991 et 1993. Elle se redressa sous la présidence d'Archie Norman. Directeur à partir de 1991, Norman en était le président entre 1996-99 et reproduisit les magasins sur le modèle du géant de la distribution américain Wal-Mart, envoyant même son protégé Allan Leighton à Bentonville, Arkansas pour évaluer et photographier les systèmes et le marketing que Wal-Mart avait mise en œuvre.
En 1997, les Spice Girls accordèrent une licence à Asda pour l'utilisation de leur nom et de leur image qui déboucha sur la création de 40 articles différents pour Noël 1997 développant des produits comme des articles festifs, des biens de consommation courant sous licence, et même un repas pour les enfants à la marque Spice Girl dans les restaurants des magasins. Elles gagnèrent 1 million de livres sterling dans le cadre de ce contrat.
Quand Norman quitta la société pour poursuivre sa carrière politique, il fut remplacé par Leighton. Wal-Mart avait l'intention de pénétrer le marché britannique dans ce but son directeur Bob Martin fit pression sur le cabinet du premier ministre Tony Blair sur la question de l'urbanisme. Asda, qui en ce temps possédait 230 magasins et avait l'intention de fusionner avec Kingfisher plc, a finalement été rachetée par Wal-Mart le 23 juillet 1999 pour 6,7 milliards de livres sterling.
En 2005, à la suite des préoccupations signalées de Wal-Mart dont une forte baisse de la part de marché d'Asda, en partie en raison d'une remontée de celle de Sainsbury's, le directeur général d'Asda, Tony De Nunzio, a été remplacé par Andy Bond. En 2005, Asda s'implanta en Irlande du Nord en rachetant 12 magasins portant l'enseigne Safeway de la société Morrisons,.
En avril 2018, Sainsbury's annonce l'acquisition d'Asda pour 7,3 milliards de livres, dont 3 milliards en liquide. Walmart propriétaire d'Asda, garde une participation de 42 % dans le nouvel ensemble. Ce nouvel ensemble devrait avoir environ 330 000 employés, 2 800 magasins et une part de marché de 31,4 % face aux 27,6 % de part de marché de Tesco. En avril 2019, la fusion entre Sainsbury's et Asda est rejetée par les autorités de la concurrence britannique.
En octobre 2020, Wal-Mart annonce la vente d'Asda à un consortium incluant le fonds TDR Capital et les frères Issa pour 8,8 milliards de dollars.

## Asda Smart Price

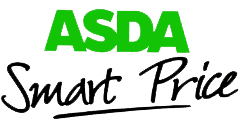
Le logo de la marque Asda Smart Price

Asda smart price est une marque de distributeur économique équivalente à celle des trois autres chaines de supermarchés britanniques tel que Tesco Value, Sainsbury’s Basics et Morrison’s value.
La marque Asda Smart Price ((en) Prix malin Asda) trouve ses origines dans la marque Farme Stores d'Asda lancée dans le milieu des années 1990, dont le principes est de proposer des produits à un prix moins cher que les équivalents de marques connues et que la propre marque d'Asda. La marque Farm Store initialement comprenait seulement un nombre de produits alimentaires, principalement surgelés comme les frites surgelées et un choix de plats cuisinés, choix qui sera plus tard étendu au frais. En 2000, à la suite de l'acquisition d'Asda par Wal-Mart, les produits Farm Stores sont arrêtés progressivement et remplacés avec la nouvelle marque Smart Price.
La marque Smart Price était initialement une marque essentiellement alimentaire, toutefois au cours du temps elle s'est étendu pour couvrir presque tous les familles de produits du magasin, comprenant le textile et l'ameublement avec la marque George Smart Price. Tout comme les produits génériques produits aux États-Unis, quelques produits Smart Price manquent de ce qui peut être vu comme de la fioriture dans les produits des marques modernes ou de marques distributeurs, par exemple le dentifrice Smart Price a un bouchon à vis démodé plutôt qu'un plus habituel à clapet et le paquet de la gamme de chips Smart Price est pourvu d'un sac plastique translucide plutôt qu'en papier aluminisé commun à toutes les chips de marque.

## Vêtements George
Asda a sa propre gamme de vêtement connu sous la marque George qui a été créé en 1990. Wall-Mart commercialise également cette gamme aux États-Unis, Canada et au Japon (et en Corée du Sud jusqu'à ce qu'il se retire de ce marché). La marque George vient du nom de George Davies, le fondateur de Next, qui à l'origine en était le créateur en chef. Il n'est plus associé à la marque, cependant elle vise un modèle d'entreprise conservant le qualitatif et des prix bas tels qu'il l'a établi.
En 2004, la marque de vêtements George a été étendue à un certain nombre de boutiques à l'enseigne Georges dans les rues commerçantes. La première à ouvrir le fut à Preston. En 2008, elles ont fermé leur porte du fait du coût trop élevé du loyer par rapport à leur profitabilité.
En 2005, Asda a indiqué que les ventes de la gamme George s'élevaient 1.75 milliard de livres sterling, incluant celles des magasins Wal-Mart aux États-Unis et en Allemagne. Mintel estime que George est le quatrième plus gros vendeurs détaillant de vêtements au Royaume-Uni, après Marks & Spencer, le groupe Acardia et Next.
Asda était la première grande surface à avoir en stock des robes de mariée. Incluses dans la gamme de vêtement George, au lancement, elles coûtent à peine 60£ tandis que les robes de demoiselle d'honneur adulte valent entre 30 et 35£.

## Magasins
Les magasins sont généralement blancs et verts, le format de magasin moyen Asda est presque 20 % plus grand que son concurrent, mais abritent 20 % d'allées en moins. Toutefois, le format favori de magasins d'Asda, de grande taille, a causé des problèmes à son développement au-delà de sa croissance des années 1990 et à la suite de l'ère post Wal-Mart. Avec des restrictions d'urbanisme draconienne, la possibilité d'accroitre sa surface de vente au travers de construction de nouveaux magasins a été limitée.

### Supercentres Wal-Mart Asda
À la suite de la prise de contrôle par Wal-Mart, des Supercentres Wal-Mart Asda ont été ouverts, créant quelques-uns des plus grands hypermarchés du Royaume-Uni. Le premier a ouvert à Livingston, Écosse en juin 2000. Le magasin de Milton Keynes est actuellement le plus grand des 25 d'entre eux.

### Supermarchés Asda
346 supermarchés sont actuellement exploités.

### Asda Living stores
En octobre 2003, Asda lance un nouveau format de magasin appelé Asda Living offrant un assortiment de non-alimentaire dont des vêtements, appareils électroniques, jouets, articles ménagers, parapharmacie et produits de beauté. Une association a été créée avec le groupe Compass, qui exploite les cafétérias Caffe Ritazza dans certains de ces magasins. Le premier opérant sous ce format a ouvert à Walsall, West Midlands, depuis lors dix nouveaux autres magasins ont suivi.

### MagasinsAsda Essentials
En avril 2006, Asda a lancé un nouveau format appelé Asda Essentials dans un ancien supermarché Co-op à Northampton, suivi d'un autre à Pontefract un mois plus tard. Il a été calqué sur l'enseigne française Leader Price avec une surface plus faible que les magasins Asda. Essentials  se concentre principalement sur la marque de distributeur de l'enseigne et ne détient que des produits de marque qui sont perçus comme le cœur des achats hebdomadaires d'une famille. Ce style de vente au détail est une tentative de remédier à la concurrence des supermarchés discount tels que Aldi, Lidl et Netto. Le 6 décembre 2006, le journal britannique The Guardian a rapporté que les nouvelles ouvertures de magasin prévues étaient réexaminées compte tenu des faibles ventes dans les magasins existants et que la gamme des produits de marque a été agrandie. Début janvier 2007, il a été annoncé que le premier magasin Essentials ouvert en essai fermerait sous un mois après seulement 10 mois de fonctionnement mais que l'expérience continuait sur les autres sites.

## Logistique
Asda a 25 plateformes d'entreposage dans tout le Royaume-Uni qui alimentent le réseau de magasins. Certaines sont spécialisés dans les flux de produits frais, d'autres dans les flux secs comme le non-alimentaire (vêtements, bazar, etc.) ou alimentaire (boissons gazeuses, céréales, etc.).

## Autres intérêts

### Cession de ses intérêts dans Gazeley Limited Group
Le 10 juin 2008, Wal-Mart a annoncé l'accord de cession de Gazeley Limited Group, la filière de promotion immobilière d'Asda, à Economic Zones World (EZW) une entreprise contrôlée par la société d'investissement étatique Dubai World. La société Gazeley est impliquée dans le développement de ses entrepôts de distribution au Royaume-Uni, en Europe continentale et en Chine et a étendu ses activités à l'Inde et au Mexique. Sa clientèle incluent de nombreuses entreprises de premier plan au niveau mondial, de fournisseurs de solutions logistiques, de fabricants de pièces d'origine, de distributeurs et de leurs fournisseurs. Gazeley est également un promoteur d'espace de distribution privilégié de Wal-Mart International, comprenant Asda au Royaume-Uni et Wal-Mart en Chine.

### Services financiers d'Asda
Asda a créé une branche service financier dans le sillage de Tesco, de Sainsbury's et d'autres distributeurs. Elle a simplement griffé de sa marque des produits fournis par d'autres sociétés. Ces services comprennent l'assurance (fournie par Norwich Union), les cartes de crédit (fournies par Grupo Santander) et les prêts (fournis par Funding Corporation). La branche financière de l'organisation ne commercialise pas elle-même ces produits en magasins mais fait participer ses fournisseurs par des transactions téléphoniques, par internet ou postale. Jusqu'en juin 2009, une sélection de magasin avait des cartes de crédit à leur enseigne fournies par GE Capital Bank et puis par la suite par Grupo Santander. Les services de marketing et de direction sont coordonnés en interne et de nombreux magasins ont un coordinateur de service financier, responsable de la promotion des produits et s'assurant de la conformité légale. Le service financier est également responsable des cartes cadeau, des Chrimas Savers et des Business Rewards.

## Carte de fidélité
L'enseigne ne gère pas de carte de fidélité, stipulant que « nous préférons investir l'argent que nous utiliserions pour mener une politique de réduction de prix pour nos clients », toutefois, la carte de crédit à la marque du distributeur (fourni par Grupo Santander), offre un tel service, avec des points pouvant être gagnés sur toutes les dépenses.

## Vente sur internet

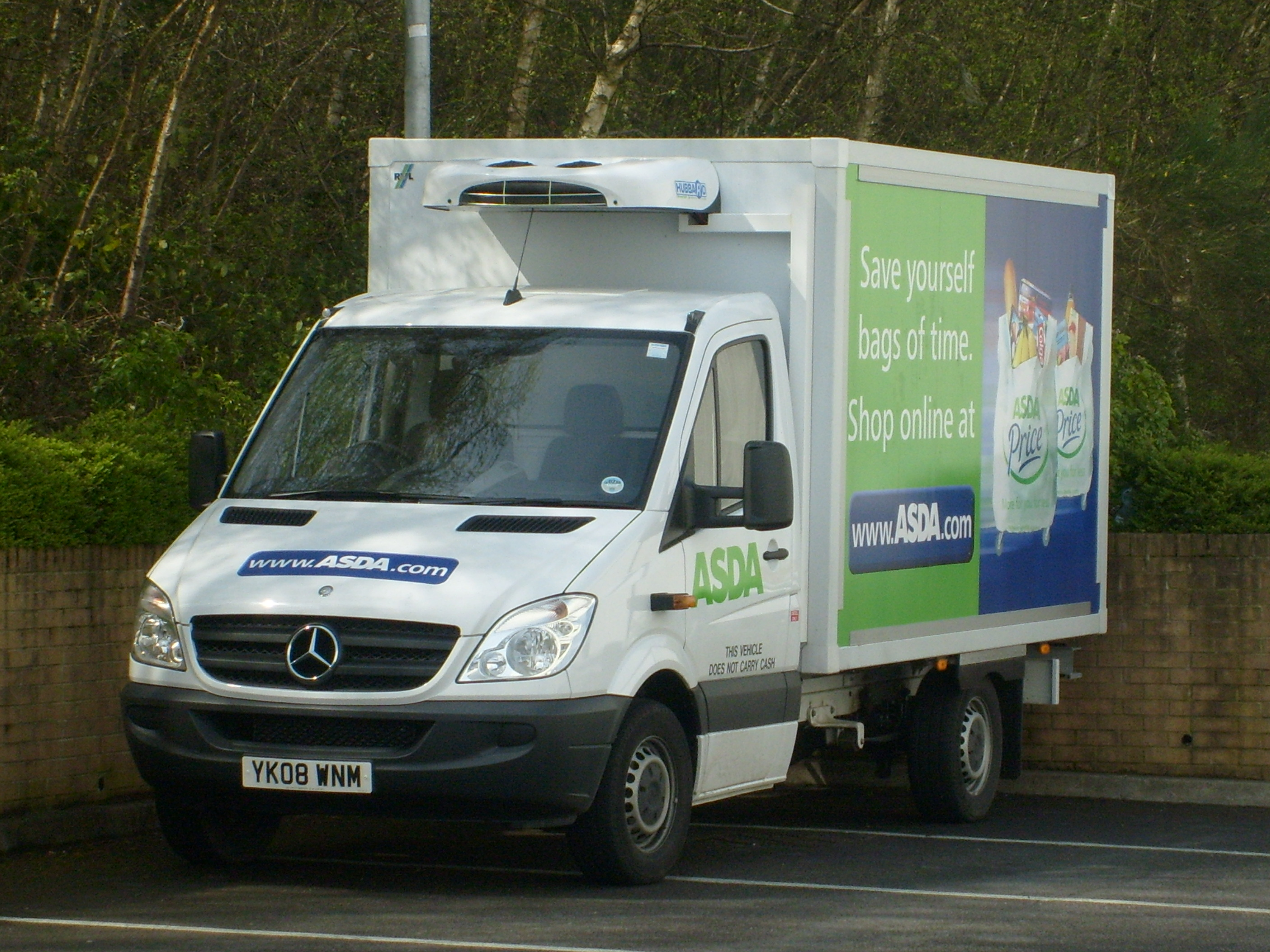
Une camionnette Mercedes-Benz Sprinter de livraison aux couleurs d'Asda.

Asda a lancé son cybermarché en 1998, mais a sur-estimé la demande. Elle a commencé avec un entrepôt dédié basé à Croydon, dans le sud du Grand Londres, mais il a été fermé (accompagné de licenciements) peu de temps que les ventes se sont avérés plus faibles qu'attendu. Elle continue le service sur internet, mais fait comme Tesco en suivant un modèle d'approvisionnement à partir de magasins. Depuis le déploiement de son opération de livraison à domicile d'épicerie, Asda s'est diversifié dans le commerce d'article non-alimentaire. Les catégories actuelles incluent les divertissements, les lentilles de contact, l'ameublement, le voyage, l'électricité, les cadeaux, les téléphones mobiles et les fleurs.

## Événements
Asda s'associe avec la Pokémon Company pour des événements dans six magasins à l'occasion du Pokémon Day. Du 27 février au 11 mars 2023, les magasins sélectionnés ont organisédes activités en lien avec le partenariat permettant au client de recevoir des produits uniques de la licence Pokémon.